# Zorodictyna almae
Espèce
Zorodictyna almae est une espèce d'araignées aranéomorphes de la famille des Udubidae.

## Distribution
Cette espèce est endémique de la région Boeny à Madagascar,. Elle se rencontre dans le parc national d'Ankarafantsika.

## Description
Le mâle holotype mesure 21,00 mm et la femelle paratype 30,00 mm, les femelles mesurent de 20,00 à 30,00 mm.

## Systématique et taxinomie
Cette espèce a été décrite par Henrard, Griswold et Jocqué en 2024.

## Étymologie
Cette espèce est nommée en l'honneur d'Alma Saucedo Mejia.

## Publication originale
- Henrard, Griswold & Jocqué, 2024 : « On new genera and species of crack-leg spiders (Araneae, Udubidae) from Madagascar. » European Journal of Taxonomy, vol. 966, p. 1-80 (texte intégral).